# Ellert Appelmann
Ellert Appelmann – admirał marynarki królewskiej, kapitan Latającego Jelenia.

## Życiorys
Daty życia nieznane. Pochodził z Niderlandów. Jego brat Wilhelm był oficerem artylerii wojsk koronnych i cejgwartem Prus Królewskich. Podczas wojny ze Szwecją w 1627 jako admirał dowodził polską eskadrą złożoną z 6 okrętów. Najprawdopodobniej były to galeony Król Dawid i Wodnik oraz pinki Arka Noego, Żółty Lew, Panna Wodna i fluita Biały Lew. Jego eskadra wzięła udział w oblężeniu Pucka, prowadząc od 29 marca z armat okrętowych, ostrzał artyleryjski garnizonu szwedzkiego. 1 kwietnia po wspólnym z artylerią lądową bombardowaniu umocnień twierdza została zdobyta szturmem od strony morza i lądu. 28 listopada 1627 wziął udział w zwycięskiej bitwie z eskadrą szwedzką pod Oliwą, w tej bitwie dowodził galeonem Latający Jeleń (Fliegender Hirsch). 
W 1635 dowodząc flotą polską (11 okrętów) przepędził eskadrę szwedzką, znosząc blokadę morską Gdańska.